# Don't Bother Me
Don't Bother Me is een lied uit 1963 van de Britse popgroep The Beatles. Het nummer werd uitgebracht op het tweede Beatles-album With the Beatles. Het lied is geschreven door George Harrison en is het eerste nummer van Harrison dat op lp werd uitgebracht.

## Achtergrond
De meeste nummers van The Beatles werden gezongen door John Lennon of Paul McCartney. Maar de twee overige bandleden, Ringo Starr en George Harrison, hadden ook veel fans. Daarom probeerde men Starr en Harrison in ieder geval één nummer te laten zingen wanneer er een nieuw album werd opgenomen. In sommige gevallen werden er nummers door Lennon en McCartney geschreven voor Starr en Harrison, maar het waren vaak niet de beste nummers die aan hen gegeven werden. Zo mocht Harrison bijvoorbeeld Do You Want to Know a Secret zingen op het debuutalbum van The Beatles, Please Please Me. Zowel McCartney als Lennon hebben beiden toegegeven dat dit niet een van hun beste nummers was.
Omdat hij niet de beste nummers van Lennon en McCartney kreeg, ging Harrison proberen zijn eigen nummers te schrijven. Don't Bother Me werd door Harrison geschreven tijdens een tournee in de zomer van 1963 in een hotel in Bournemouth. Harrison bleef die dag ziek in bed en zag Don't Bother Me als een oefening in het schrijven van een lied. Harrison vond het zelf niet een echt goed lied, kreeg hierdoor wel het idee dat hij uiteindelijk wel een goed nummer zou kunnen schrijven, mits hij voldoende nummers bleef schrijven.
Harrison zelf was dus niet tevreden over zijn eerste composities. Volgens McCartney hebben hij en Lennon daarom overwogen om niet meer alleen met z'n tweeën nummers te schrijven, maar om ook met Harrison te gaan schrijven. Ze besloten om dit toch niet te doen, omdat dit het schrijven van nummers zou compliceren.

## Opnamen
De opnamen voor Don't Bother Me begonnen op 11 september 1963 in de Abbey Road Studios in Londen. Hoewel er zeven takes van het nummer werden opgenomen, waren The Beatles toch niet tevreden met het eindresultaat. De volgende dag namen The Beatles daarom negen takes van een nieuw arrangement van het nummer op. Hierbij maakten ze gebruik van diverse soorten percussie, namelijk tamboerijn, bongo en claves.

## A Hard Day's Night
Don't Bother Me is ook gebruikt in de eerste speelfilm van The Beatles, A Hard Day's Night. Het nummer is te horen tijdens een scène waarin The Beatles dansen in een nachtclub. Op de aftiteling staat het nummer echter vermeld als een compositie van Lennon-McCartney in plaats van Harrison.

## Credits
- George Harrison - zang, leadgitaar
- John Lennon - slaggitaar, tamboerijn
- Paul McCartney - basgitaar, claves
- Ringo Starr - drums, bongo's